# Topličica (żupania varażdińska)
Topličica – wieś w Chorwacji, w żupanii varażdińskiej, w mieście Novi Marof. W 2011 roku liczyła 207 mieszkańców.